# Polona Furlan
Polona Furlan, slovenska pevka zabavne glasbe, * 6. julij 1977, Šempeter pri Gorici.
Polona je že kot otrok rada pela. V najstniških letih je pela pri različnih lokalnih rock skupinah, dokler je ni odkril primorski bobnar in manager Bojan Ličen-Ličko ter jo povabil v ansambel Nova pot. S pomočjo skladatelja Danila Kocjančiča je Polona najprej kot pevka skupine Nova pot in kasneje samostojno dosegala najvišja mesta na festivalih MMS, Slovenska popevka, Hit festival in EMA. 
Na Melodijah morja in sonca je prvič nastopila leta 1999 kot članica Nove poti. Naslednje leto je v sodelovanju s to skupino zmagala s skladbo Obrni se.
Končala je študij managmenta in je samostojna podjetnica. Formalne glasbene izobrazbe nima. Doslej je izdala dva samostojna albuma. Kot back vokalistka Alenke Gotar je nastopila na Pesmi Evrovizije  v Helsinkih na Finskem.
Poročena je z radijskim voditeljem Alenom Končarjem. Po krajšem premoru ter rojstvu drugega otroka se je leta 2011 vrnila na odre.

## Nastopi na glasbenih festivalih

### Melodije morja in sonca
- 1999: On je šel (Danilo Kocjančič/Drago Mislej - Mef/Danilo Kocjančič) - članica Nove poti
- 2000: Obrni se (Danilo Kocjančič/Drago Mislej - Mef/Danilo Kocjančič) - z Novo potjo (1. mesto)
- 2001: Čutim, da živim (Jadran Ogrin/Polona Furlan/Jadran Ogrin) (2. nagrada občinstva)
- 2002: Naj živi (Miha Mihelčič/Miša Čermak/Patrik Greblo) (nagrada strokovne žirije za najboljše besedilo, nagrada strokovne žirije za najboljšo pesem v celoti)
- 2003: Nekaj lepih besed (Franci Zabukovec, Matija Oražem/Damjana Kenda Hussu/Franci Zabukovec, Matija Oražem)
- 2012: Taka kot sem (Sašo Fajon/Polona Furlan/Sašo Fajon) (nagrada strokovne žirije za najboljše besedilo, 5. mesto)
- 2015: Ostani še malo (Aleš Klinar/Polona Furlan/Aleš Klinar) (4. mesto)
- 2016: Voda (Polona Furlan, Primož Velikonja/Polona Furlan/Martin Lunder, Matej Tekavčič, Primož Velikonja, Tadej Tomšič) (nagrada strokovne žirije za najboljše besedilo, 7. mesto)

### Slovenska popevka
- 2000: To je dovolj zame (Danilo Kocjančič/Drago Mislej - Mef/Danilo Kocjančič) - z Novo potjo (nagrada strokovne žirije za najboljše besedilo, nagrada strokovne žirije za najboljšo debitantko, nagrada strokovne žirije za najboljšo izvajalko, 7. mesto)
- 2001: Vse si hotel samo zase (Danilo Kocjančič/Drago Mislej - Mef/Marino Legovič) (6. mesto)

### EMA
- 2001: Samo laži (Danilo Kocjančič/Drago Mislej - Mef/Danilo Kocjančič, Marino Legovič) (6. mesto)
- 2002: Oblaki (Marino Legovič/Damjana Kenda Hussu/Marino Legovič) (2. mesto)
- 2003: Ujel si se (Matija Oražem/Damjana Kenda Hussu/Franci Zabukovec, Matija Oražem) (4. mesto)
- 2004: Kralj neba (Sašo Fajon/Drago Mislej - Mef/Sašo Fajon) (12. mesto)

### Hit festival
- 2002: Podnevi manj boli (Danilo Kocjančič/Drago Mislej - Mef/Zdenko Cotič)

## Diskografija
| Leto | Album                        | Skladbe |
| ---- | ---------------------------- | --- |
| 2001 | Iskrenosti (Poglej me v oči) | - Horoskop (Danilo Kocjančič/Drago Mislej - Mef/Danilo Kocjančič) - To je dovolj zame (Danilo Kocjančič/Drago Mislej - Mef/Danilo Kocjančič) - Si pozabil (Jadran Ogrin/Drago Mislej - Mef/Jadran Ogrin) - Objemi me dobro (Danilo Kocjančič/Drago Mislej - Mef/Danilo Kocjančič) - Obrni se (Danilo Kocjančič/Drago Mislej - Mef/Danilo Kocjančič) - Samo laži (Danilo Kocjančič/Drago Mislej - Mef/Danilo Kocjančič, Marino Legovič) - Nisi še moj (Danilo Kocjančič/Drago Mislej - Mef/Danilo Kocjančič) - On je šel (Danilo Kocjančič/Drago Mislej - Mef/Danilo Kocjančič) - Dobro mi gre (Jadran Ogrin/Drago Mislej - Mef/Jadran Ogrin) - Ti nimaš šans (Danilo Kocjančič/Drago Mislej - Mef/Danilo Kocjančič) - Nov dan (Polona Furlan/Polona Furlan/Zdenko Cotič) |
| 2003 | Mozaik                       | - Vse si hotel samo zase (Danilo Kocjančič/Drago Mislej - Mef/Marino Legovič) - Čutim, da živim (Jadran Ogrin/Polona Furlan/Jadran Ogrin) - Oblaki (Marino Legovič/Damjana Kenda Hussu/Marino Legovič) - Naj živi (Miha Mihelčič/Miša Čermak/Patrik Greblo) - Podnevi manj boli (Danilo Kocjančič/Drago Mislej - Mef/Zdenko Cotič) - Povej (Aquilani, Marcolini/Aquilani, Damjana Kenda Hussu/Jadran Ogrin) - Ujel si se (Matija Oražem/Damjana Kenda Hussu/Franci Zabukovec, Matija Oražem) - Nekaj lepih besed (Franci Zabukovec, Matija Oražem/Damjana Kenda Hussu/Franci Zabukovec, Matija Oražem) - Yin-yang (Aleksander Maraž/Damjana Kenda Hussu/Sašo Fajon) - Just a Mile (Holograf/Andrea Flego/Andrea Flego)                                                   |